# Giorgi Gogšelidze
Giorgi Gogšelidze (* 7. listopadu 1979 Gori) je bývalý gruzínský zápasník–volnostylař, dvojnásobný olympijský medailista, který mezi lety 1998-2004 reprezentoval Rusko.

## Sportovní kariéra
Zápasit začal v rodném Gori v 5 letech v tělocvičně Gurama Marvelašviliho. V roce 1995 ho tehdejší gorský trenér Avtandil Zaalašvili doporučil jako talentovaného volnostylaře svému příteli Micheilu Čubinidzemu do Moskvy. Záhy si ho všimnli i funkcionáři moskevského zápasnického svazu v čele s Alexandrem Suchanovem a nabídli mu ruské občanství, které obdržel v roce 1998. V roce 2001 ho pozval do užšího výběru ruské mužské reprezentace Džambolat Tedejev. Startoval ve váze do 96 kg, ve které v roce 2004 prohrál nominaci na olympijské hry v Athénách s Chadžimuratem Gacalovem.
V roce 2005 se vrátil do Gruzie, ale reprezentovat jí mohl teprve od roku 2006 kvůli nesouhlasu ruské strany. V gruzínské reprezentaci vedené Zazou Turmanidzem nahradil veterána Eldara Kurtanydzeho. V roce 2008 se titulem mistra Evropy v Tampere kvalifikoval na olympijské hry v Pekingu. Do Pekingu přijel výborně připravený, osudným se mu však stala podlitina pod pravým okem z přípravy. V semifinále proti reprezentantu Kazachstánu Tajmurazi Tydžytymu se potom co mu soupeř několikrát sáhnul na bolestivé místo neudržel a udeřil ho. Za tento čin dostal trestný bod a prohrál první set. Ve druhé setu vyrovnal na 1:1. Ve třetím setu nezachytil po minutě poraz s útokem na nohu a nakonec prohrál 1:2 na sety. V souboji o třetí místo porazil na lopatky Kubánce Michela Batistu a získal bronzovou olympijskou medaili. V roce 2016 prošly odebrané vzorky z olympijských her v Pekingu novou analýzou. Vzorek jeho přemožitele Tajmuraze Tydžytyho byl pozitivní na látku dehydrochlormethyltestosterone (turinabol – anabolický steroid) a po jeho diskvalifikaci získal dodatečně stříbrnou olympijskou medaili.
V roce 2011 podstoupil operaci ramene. Na zářijové mistrovství světa v Istanbulu se nestihl dobře připravit, kde se bojovalo o první kvóty na olympijské hry v Londýně v roce 2012. Na olympijské hry se kvalifikoval na dubnové evropské olympijské kvalifikace v Sofii. V Londýně prohrál v semifinále s Američanem Jakem Varnerem 1:2 na sety, když rozhodující třetí set prohrál 0:1 na technické body za vytlačení ze žíněnky. V souboji o třetí místo nastoupil proti reprezentantu Uzbekistánu Kurbanu Kurbanovi a zvítězil 2:1 na sety, když v rozhodujícím třetím setu se přítrhem dostal za soupeře a bodový náskok 1:0 udržel do koncem hrací doby. Získal bronzovou olympijskou medaili. Po olympijských hrách doléčoval zraněné pravé koleno a v roce 2013 se rozloučil s reprezentací.

## Výsledky
| Turnaj             | Rusko | Rusko | Rusko | Rusko | Rusko | Rusko | Rusko | Gruzie | Gruzie | Gruzie | Gruzie | Gruzie | Gruzie | Gruzie | Gruzie |
| Turnaj             | 1998  | 1999  | 2000  | 2001  | 2002  | 2003  | 2004  | 2005   | 2006   | 2007   | 2008   | 2009   | 2010   | 2011   | 2012   |
| Turnaj             | 19    | 20    | 21    | 22    | 23    | 24    | 25    | 26     | 27     | 28     | 29     | 30     | 31     | 32     | 33     |
| Turnaj             | -97   | -97   | -97   | -97   | -96   | -96   | -96   | -96    | -96    | -96    | -96    | -96    | -96    | -96    | -96    |
| ------------------ | ----- | ----- | ----- | ----- | ----- | ----- | ----- | ------ | ------ | ------ | ------ | ------ | ------ | ------ | ------ |
| Olympijské hry     |       |       | —     |       |       |       | —     |        |        |        | 2.     |        |        |        | 3.     |
| Mistrovství světa  | —     | —     |       | 1.    | 6.    | —     |       | —      | 2.     | úč.    |        | 3.     | 3.     | úč.    |        |
| Mistrovství Evropy | —     | —     | —     | 2.    | —     | —     | —     | —      | 3.     | 3.     | 1.     | —      | 2.     | —      | úč.    |
| MS juniorů         | —     | 1.    |       |       |       |       |       |        |        |        |        |        |        |        |        |
| ME juniorů         | 1.    | 1.    |       |       |       |       |       |        |        |        |        |        |        |        |        |